# 平尾村 (大阪府)
平尾村（ひらおむら）は、かつて大阪府にあった村である。現在の堺市美原区の一部にあたる。

## 歴史
- 1889年（明治22年）4月1日 丹南郡平尾村、小平尾村、菅生村が合併して、丹南郡平尾村（町村制）が発足。大字平尾に村役場を設置。
- 1896年（明治29年）4月1日 南河内郡が成立。
- 1956年（昭和31年）9月30日 丹南村、黒山村と合併して、南河内郡美原町となる。

## 経済

### 産業
- 農業

『大日本篤農家名鑑』によれば、平尾村の篤農家は「仲野正夫、吉久忠蔵、高岡久吉」などである。